# Sheku Boima
Sheku Boima (ur. 7 października 1952) – sierraleoński lekkoatleta specjalizujący się w biegach sprinterskich, reprezentant Sierra Leone na Letnich Igrzyskach 1980 w Moskwie.
W roku 1980 na Letnich Igrzyskach Olimpijskich 1980 był uczestnikiem biegu na 100 m. Rywalizację zakończył na rundzie kwalifikacyjnej, zajmując szóste miejsce w biegu kwalifikacyjnym numer 5. Bieg ukończył z czasem 11,08, pokonując w swojej grupie tylko Raghu Raj Onta. Boima podczas biegu na 100 m. osiągnął również lepszy rezultat od dwóch rodaków: Johna Carewa), który ukończył bieg z wynikiem 11,11 i Rudolpha George’a, który ukończył bieg z czasem 11,37. W biegu na 200 m zajął szóste miejsce w biegu numer 9. Ukończył bieg z czasem 22,93, pokonując w swojej grupie reprezentanta Laosu Sitthixaya Sacpraseutha. Boima osiągnął lepszy rezultat od rodaków: Waltera Duringa (23,12) oraz Rudolpha George’a (23,20).
Wraz z Duringiem, George’em i Williamem Akabi-Davisem reprezentował Sierra Leone w sztafecie 4 × 100 metrów. Kadra zajęła przedostatnie miejsce, kończąc bieg z czasem 42,53. Za Sierra Leone została sklasyfikowana drużyna Kuby, która nie ukończyła biegu.